# Ghita Nørbyová
Ghita Nørbyová (* 11. ledna 1935 Kodaň) je dánská herečka, která účinkovala ve 117 filmech a je označována za „první dámu dánské kinematografie“. 

## Herecká kariéra
Vyrůstala v divadelním prostředí, její otec Einar Nørby a bratr Claus Nørby byli operní pěvci. Absolvovala hereckou školu a debutovala ve hře Jense Christiana Hostrupa Dobrodružství na výletě v Královském divadle, kde v roce 1956 získala stálé angažmá. Téhož roku natočila svůj první film, Mladou hru Johannese Allena. Hrála také v Divadle Betty Nansenové, Novém divadle a v Aalborském divadle. Zpočátku vystupovala především jako pohledná naivka v komediích, od sedmdesátých let se uplatňovala v charakterních úlohách jako Alžběta I. v Marii Startovně nebo vdova Alvingová v Přízracích. Masovou popularitu jí přinesla role Ingeborg v televizním seriálu Matador. V seriálu Království hrála anestezioložku Mortensenovou, roku 2000 se objevila i v kriminálním seriálu Pavouk. Vystupovala také v rozhlasových hrách na stanici DR. Podílela se na dánské verzi disneyovek Pocahontas a Není král jako král. Spolu s Peterem Flinthem režírovala v roce 2009 pohádkovou adaptaci Hanse Christiana Andersena Divoké labutě, k níž napsala scénář královna Markéta II.
Za roli ve filmu Susanne Bierové Freud flyttar hemifrån... se stala v roce 1992 laureátkou Evropské filmové ceny. V roce 1997 získala cenu Zlatohlávek za roli Marie Hamsunové ve filmu Jana Troella Hamsun. Pětkrát jí byla udělena Robertova cena a čtyřikrát Bodilova cena. Získala Řád Dannebrog, medaili Ingenio et arti, Teaterpokalen a norskou cenu ke stému výročí úmrtí Henrika Ibsena. Byl po ní pojmenován vyhynulý druh brouka Sanaungulus ghitaenoerbyae.
Byla pětkrát vdaná, jejím synem je režisér Giacomo Campeotto.

## Filmografie
- 1956 Mladá hra
- 1958 Det lille hotel
- 1960 Baronka z benzínové pumpy
- 1963 Dronningens vagtmester
- 1966 Ich suche einen Mann
- 1969 Olsen-banden på spanden
- 1971 Ballade på Christianshavn
- 1976 Den korte sommer
- 1979 Charly & Steffen
- 1981 Ulvetid
- 1986 Vlk u dveří
- 1989 Dansen med Regitze
- 1992 S nejlepšími úmysly
- 1992 Sofie
- 1994 Rodinné záležitosti
- 1997 Sekten
- 2000 Někde blízko
- 2001 Hrabě Axel
- 2008 Co nikdo neví
- 2009 Divoké labutě
- 2009 Originál
- 2011 Lidé na slunci
- 2014 Jauja
- 2014 Tiché srdce
- 2015 Tři slova
- 2018 Před mrazem
- 2022 Toscana